# After Laughter
After Laughter je páté studiové album americké rockové skupiny Paramore vydané 12. května 2017 pod Fueled by Ramen. Album vyšlo více než 4 roky po vydání alba Paramore (2013). Na albu je 12 skladeb. Skladby „Hard Times“, „Rose-Colored Boy“, „Told You So“, „Fake Happy“ či „Caught in the Middle“ vyšly jako singl.

## Skladby
| Pořadí         | Skladba              | Autoři                                    | Producenti                         | Délka |
| -------------- | -------------------- | ----------------------------------------- | ---------------------------------- | ----- |
| 1.             | Hard Times           | Hayley Williams, Taylor York              | Justin Meldal-Johnsen, Taylor York | 3:02  |
| 2.             | Rose-Colored Boy     | Hayley Williams, Taylor York, Zac Farro   | Justin Meldal-Johnsen, Taylor York | 3:32  |
| 3.             | Told You So          | Hayley Williams, Taylor York              | Justin Meldal-Johnsen, Taylor York | 3:08  |
| 4.             | Forgiveness          | Hayley Williams, Taylor York              | Justin Meldal-Johnsen, Taylor York | 3:39  |
| 5.             | Fake Happy           | Hayley Williams, Taylor York              | Justin Meldal-Johnsen, Taylor York | 3:55  |
| 6.             | 26                   | Hayley Williams, Taylor York              | Justin Meldal-Johnsen, Taylor York | 3:41  |
| 7.             | Pool                 | Hayley Williams, Taylor York, Zac Farro   | Justin Meldal-Johnsen, Taylor York | 3:52  |
| 8.             | Grudges              | Hayley Williams, Taylor York, Zac Farro   | Justin Meldal-Johnsen, Taylor York | 3:07  |
| 9.             | Caught In The Middle | Hayley Williams, Taylor York              | Justin Meldal-Johnsen, Taylor York | 3:34  |
| 10.            | Idle Worship         | Hayley Williams, Taylor York              | Justin Meldal-Johnsen, Taylor York | 3:18  |
| 11.            | No Friend            | Hayley Williams, Taylor York, Aaron Weiss | Justin Meldal-Johnsen, Taylor York | 3:23  |
| 12.            | Tell Me How          | Hayley Williams, Taylor York              | Justin Meldal-Johnsen, Taylor York | 4:20  |
| Celková délka: | Celková délka:       | Celková délka:                            | Celková délka:                     | 42:38 |